# 保守主義浪潮
保守主義浪潮（葡萄牙語： onda conservadora）又稱蓝潮（葡萄牙語： maré azul）是指2010年代中期至2020年代初，很多拉丁美洲國家由右翼政黨執政，是這一時期的拉美美洲一大政治特征。
許多拉美國家的左翼政府在执政十年后，首次在选举中遭遇挫敗。例如2015年的阿根廷（接替支持庇隆主义的克里斯蒂娜·费尔南德斯·德基什内尔是毛里西奧·馬克里），2016年、2018年的巴西（接替左翼迪尔玛·罗塞夫的是米歇爾·特梅爾，2018年極右翼的雅伊爾·博索納羅又上台）。然而拉美问题研究员马里亚纳·利亚诺斯认为，不應該把毛里西奧·馬克里、塞瓦斯蒂安·皮涅拉和雅伊爾·博索納羅混为一谈。 
2010年代末到2020年代初，許多拉美國家的右翼政黨敗選下台，保守主義浪潮開始衰退，粉紅浪潮再次興起。 不過在2023年底，一些拉美國家的右翼政黨捲土重來，並且重新執政，例如右派自由意志主義哈維爾·米萊赢得2023年阿根廷大选，中右翼政治人物、香蕉大亨丹尼尔·诺沃亚贏得2023年厄瓜多尔大选。 